# 攻受

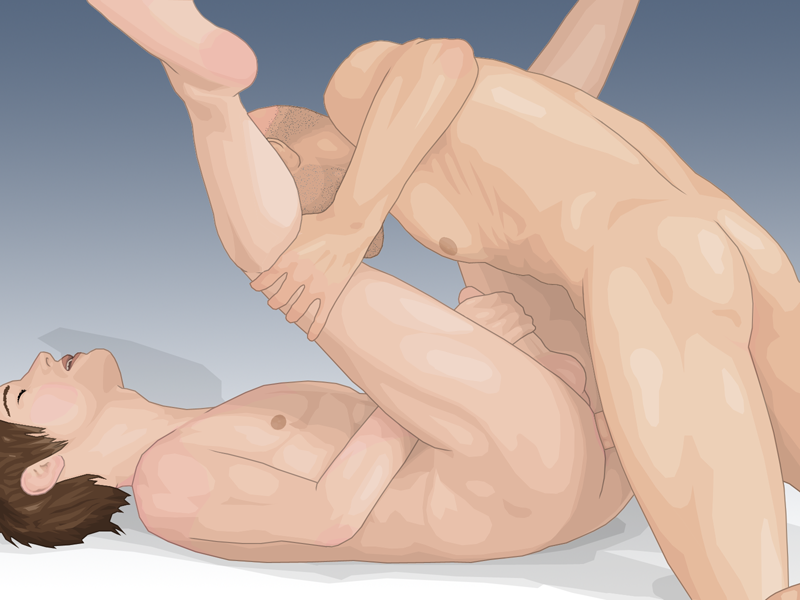
本圖位于右边的男性称为「攻」，位于左边的男性称为「受」

在人类的性文化中，攻（1、英语：Top，上，凸）、受（0、英语：Bottom，下，凹）和可攻可受（0.5、10、英语：Versatile，不分，攻受兼备）是性活動中的性交体位或性角色，尤其指代两个男人之间。攻通常是肛交中的插入方，而受则往往是被插入方；可攻可受则是既可以插入他人、也可以被他人插入。
英文里的术语“上”（Top）和“下”（Bottom）通常用作动词用來區分性行為的角色，并不是指做爱时字面上的身体姿势。
需要注意的是，这些术语可能属于自我概念中的一部分，有可能仅是表示一个人在性行为中偏好的性身份，不完全等同於社會交往角色。而攻受与BDSM中的“主”与“奴”亦無任何直接联系。部分男男性行为者及非異性戀男性并無攻受劃分的自我認同，外人若對此揣測形同意淫（性幻想），可能構成性骚扰。

## 角色与地位
需要注意的是，1、0和0.5在男男性行为中仅仅代表的是插入和被插入的角色，和他们在感情交往中的角色定位无关，也和他们在性交中的位置无关。举例来说，如果两名男性插入骑乘位进行肛交的话，那么在下面的角色是1(Top)，而在上面的角色是0(Bottom)。
另外，在异性恋和女同性恋中，不会采用1、0和0.5这样的术语来代表自己在性交中的角色定位。

## 比例及分布趋势
有关男同性恋或双性恋中男性在肛交时性交角色的比例调查并没有相关的权威科学研究。但是普遍的看法是，喜欢当受的男性远远多于当攻的男性。根据美国同性恋社交网站gay.com上用户的个人资料统计数据显示，在55,464份简介当中，26.46%的用户认为自己是“攻”；31.92%的用户认为自己是“受”；而认为自己是“0.5”的用户则占据了多数，比例高达41.62%。
同时，性交角色的爱好似乎也会因为地域不同而发生变化。例如：怀俄明州只有16%的用户喜欢当“攻”，而有44%的用户喜欢当“受”和40%的用户喜欢当“0.5”；西弗吉尼亚州，喜欢当攻的用户（32%）以微弱的优势胜过喜欢当受的用户（29%），但喜欢当0.5的用户比例为39%；而在俄勒冈州，喜欢当0.5的用户比例接近一半（48.42%）。

## 參见
- 性交体位
- 男同性戀
- 肛交
- 男男性行为者
- 頂、底、不分